# Canton du Teilleul
Le canton du Teilleul est une ancienne division administrative française, située dans le département de la Manche et la région Basse-Normandie.

## Histoire
De 1833 à 1848, les cantons de Barenton et du Teilleul avaient le même conseiller général. Le nombre de conseillers généraux était limité à 30 par département.

## Représentation

### Conseillers d'arrondissement (de 1833 à 1940)
Le canton du Teilleul appartenait à l'arrondissement de Mortain jusqu'à sa disparition en 1926.
| Période                                  | Période | Identité                                     | Étiquette       | Qualité |
| ---------------------------------------- | ------- | -------------------------------------------- | --------------- | --- |
| 1833                                     | 1839    | Ferdinand Charles Joseph Gesbert (1780-1848) |                 | Ancien percepteur des contributions directes, maire de Ferrières                                            |
| 1839                                     | 1845    | Alphonse Ferré des Ferris                    |                 | Avocat au Teilleul                                                                                          |
| 1845                                     | 1848    | César Régnault (1783-1866)                   |                 | Notaire, adjoint au maire du Teilleul                                                                       |
|                                          |         |                                              |                 | |
| 1919                                     |         | Frédéric Courteille                          |                 | Maire du Teilleul                                                                                           |
|                                          |         |                                              |                 | |
| 1937                                     | 1940    | Pierre Béatrix                               | Union nationale | Maire de Heussé                                                                                             |
| 1940                                     |         |                                              |                 | Les conseils d'arrondissement ont été suspendus par la loi du 12 octobre 1940 et n'ont jamais été réactivés |
| Les données manquantes sont à compléter. |         |                                              |                 | |

### Conseillers généraux de 1833 à 2015
| Période | Période      | Identité                          | Étiquette        | Qualité                                                                                          |
| ------- | ------------ | --------------------------------- | ---------------- | ------------------------------------------------------------------------------------------------ |
| 1833    | 1836         | Jean-Baptiste Tusson              |                  | Propriétaire, ancien maire d'Heussé (1820-1831), juge de paix                                    |
| 1836    | 1845         | Auguste Davy                      |                  | Notaire à Villedieu-les-Poêles, juge de paix, conseiller d'arrondissement du canton de Barenton  |
| 1845    | 1874         | Alphonse Ferré des Ferris         | Modéré           | Propriétaire terrien, avocat, maire du Teilleul, conseiller d'arrondissement, député (1849-1851) |
| 1874    | 1880         | Charles Champs                    | Républicain      | Avocat à Mortain                                                                                 |
| 1880    | 1891 (décès) | Comte Joseph d'Avenel             | Droite           | Écrivain, maire d'Heussé                                                                         |
| 1891    | 1916 (décès) | Hyacinthe Dupont                  | Républicain      | Notaire, maire de Buais                                                                          |
| 1919    | 1934         | Émile Malon                       | RG               | Médecin, maire du Teilleul (1888-1919)                                                           |
| 1934    | 1940         | Adrien Séquard                    | RG               | Cultivateur, maire de Buais (1927-1944)                                                          |
|         |              |                                   |                  |                                                                                                  |
| 1945    | 1955         | Marcel Nail                       | DVD              | Notaire                                                                                          |
| 1955    | 1985         | Adrien Séquard (fils d'A.Séquard) | CNIP puis UDF-PR | Cultivateur, maire de Buais                                                                      |
| 1985    | 2011         | Jean Bizet                        | RPR puis UMP     | Docteur vétérinaire, sénateur (1996-2020), maire du Teilleul (1983-2014)                         |
| 2011    | 2015         | François Davoust                  | DVG              | Retraité, Le Teilleul                                                                            |

Le canton participe à l'élection du député de la deuxième circonscription de la Manche, avant et après le redécoupage des circonscriptions pour 2012.

## Composition

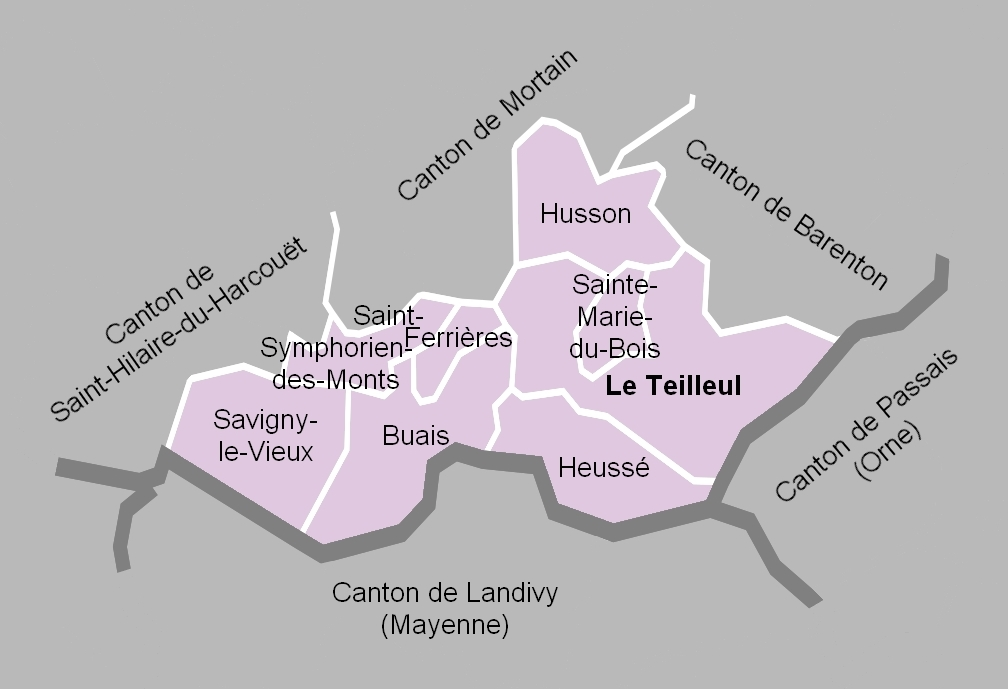
La carte des communes du canton. Les cantons limitrophes étaient ceux de Mortain, de Barenton, de Passais, de Landivy et de Saint-Hilaire-du-Harcouët.

Le canton  du Teilleul comptait 2 881 habitants en 2012 (population municipale) et regroupait huit communes :
- Buais ;
- Ferrières ;
- Heussé ;
- Husson ;
- Sainte-Marie-du-Bois ;
- Saint-Symphorien-des-Monts ;
- Savigny-le-Vieux ;
- Le Teilleul.

À la suite du redécoupage des cantons pour 2015, les communes de Buais, Saint-Symphorien-des-Monts et Savigny-le-Vieux sont rattachées au canton de Saint-Hilaire-du-Harcouët et les communes de Ferrières, Heussé, Husson, Sainte-Marie-du-Bois et Le Teilleul à celui du Mortainais.
Contrairement à beaucoup d'autres cantons, le canton du Teilleul n'incluait aucune commune supprimée depuis la création des communes sous la Révolution.

## Démographie
| 1962  | 1968  | 1975  | 1982  | 1990  | 1999  | 2006  | 2011  | 2012  |
| ----- | ----- | ----- | ----- | ----- | ----- | ----- | ----- | ----- |
| 4 822 | 4 655 | 4 273 | 4 040 | 3 631 | 3 323 | 3 123 | 2 945 | 2 881 |